# Omphalodes littoralis
Omphalodes littoralis är en strävbladig växtart. Omphalodes littoralis ingår i släktet lammtungor, och familjen strävbladiga växter.

## Underarter
Arten delas in i följande underarter:
- O. l. gallaecica
- O. l. littoralis